# Olli Palola
Olli Palola (ur. 8 kwietnia 1988 w Oulu) – fiński hokeista, reprezentant Finlandii.
Jego brat Villi (ur. 1992) także został hokeistą.

## Kariera
- KeuPa HT U16 (2002-2003)
- Ilves U16 (2003-2004)
- Ilves U18 (2004-2006)
- Ilves U20 (2005-2007)
- Ilves (2007)
- Suomi U20 (2007)
- Lukko (2008-2011)
  -  Lukko U20 (2007-2009)
  -  Hokki (2010)
  -  LeKi (2010)
- Tappara (2011-2015)
  -  Sport (2011)
  -  LeKi (2011-2013)
- Witiaź Podolsk (2015-2016)
- Växjö Lakers (2016-2017)
- Jokerit (2017-2018)
- Kunlun Red Star (2018-2020)
- Rögle BK (2020-2021)
- HIFK (2021-2023)
- Timrå IK (2023)

Wychowanek klubu Ketterä. Od października 2011 zawodnik Tappara w fińskich rozgrywkach Liiga. W maju 2012 przedłużył kontrakt z klubem o trzy lata, a w kwietniu 2013 o dwa lata. W sezonach Liiga (2013/2014) i Liiga (2014/2015) dwukrotnie był najlepszych strzelcem rozgrywek w sezonie zasadniczym zdobywając odpowiednio 27 i 28 goli oraz otrzymując tym samym Trofeum Aarnego Honkavaary. Od maja 2015 zawodnik Witiazia Podolsk w rosyjskiej lidze KHL (wraz z nim do klubu przyszedł Teemu Eronen). W sezonie KHL (2015/2016) zdobył zaledwie jednego gola i zaliczył cztery asysty. Od maja 2016 zawodnik szwedzkiego klubu Växjö Lakers Hockey. Od czerwca 2017 zawodnik Jokeritu. Od maja 2018 zawodnik chińskiego klubu Kunlun Red Star. W maju 2019 przedłużył tam kontrakt o rok. W sierpniu 2020 przeszedł do Rögle BK. W połowie 2021 został zawodnikiem fińskiego HIFK. W styczniu 2023 przeszedł do Timrå IK. Pozostał tam do końca sezonu 2022/2023.
Uczestniczył w turniejach mistrzostw świata edycji 2014, 2018.
W trakcie kariery zyskał przydomki Opa, Keuruun Kovalchuk (Keruński Kowalczuk).

## Sukcesy
Reprezentacyjne
- Srebrny medal mistrzostw świata: 2014

Klubowe
- Złoty medal Jr. B SM-liiga: 2006 z Ilves U18
- Brązowy medal Jr. A SM-liiga: 2009 z Lukko U20
- Brązowy medal mistrzostw Finlandii: 2011 z Lukko
- Srebrny medal mistrzostw Finlandii: 2013, 2014, 2015 z Tappara

Indywidualne
- Jr. A SM-liiga 2008/2009:
  - Najlepszy zawodnik miesiąca - styczeń 2009
- Mestis 2012/2013:
  - Najlepszy zawodnik miesiąca - wrzesień 2012
- SM-liiga (2012/2013):
  - Czwarte miejsce w klasyfikacji strzelców w fazie play-off: 6 goli[15]
- Channel One Cup 2013:
  - Pierwsze miejsce w klasyfikacji kanadyjskiej turnieju: 3 punkty
- Liiga (2013/2014):
  - Pierwsze miejsce w klasyfikacji strzelców w sezonie zasadniczym: 27 goli[16] (Trofeum Aarnego Honkavaary)
- Liiga (2014/2015):
  - Pierwsze miejsce w klasyfikacji strzelców w sezonie zasadniczym: 29 goli[17] (Trofeum Aarnego Honkavaary)
  - Czwarte miejsce w klasyfikacji kanadyjskiej w sezonie zasadniczym: 49 punktów[18]
  - Pierwsze miejsce w klasyfikacji strzelców w fazie play-off: 11 goli[19]
  - Szóste miejsce w klasyfikacji kanadyjskiej w fazie play-off: 16 punktów[20]
  - Skład gwiazd sezonu
- Svenska hockeyligan (2016/2017):
  - Trzecie miejsce w klasyfikacji strzelców w sezonie zasadniczym: 21 goli
  - Trzecie miejsce w klasyfikacji kanadyjskiej w sezonie zasadniczym: 48 punktów
- Svenska hockeyligan (2020/2021)[21]:
  - Drugie miejsce w klasyfikacji strzelców w fazie play-off: 6 goli